# Herder-Institut (Marburg)
Das Herder-Institut für historische Ostmitteleuropaforschung – Institut der Leibniz-Gemeinschaft (HI) in Marburg ist ein internationales, außeruniversitäres Zentrum der historischen Ostmitteleuropaforschung. Das Institut ist Mitglied der Wissenschaftsgemeinschaft Gottfried Wilhelm Leibniz. Die Gründung erfolgte 1950.
Neben Drittmitteln wird die Institutsarbeit in erster Linie von der Bundesrepublik Deutschland (dem Bundesbeauftragten für Kultur und Medien), den Bundesländern und dem Land Hessen finanziert.

## Aufgaben
Das Institut betreibt, organisiert und unterstützt historische, kunst- und kulturwissenschaftliche Forschung zu Estland, Lettland, Litauen, Polen, Tschechien und der Slowakei sowie zur Region Kaliningrad. Im Zentrum steht die Analyse der Wechselbeziehungen und Austauschprozesse in und mit Ostmitteleuropa vom Mittelalter bis in die Gegenwart, mit einem Schwerpunkt auf den Beziehungsgeflechten zum deutschsprachigen Raum. Ein weiteres Anliegen ist die vergleichende Betrachtung der Geschichte Ostmitteleuropas und seiner Nachbarregionen (vor allem Österreich, Ungarn, Belarus und die Ukraine) in einem gesamteuropäischen Vergleichskontext.
Als Einrichtung der wissenschaftlichen Infrastruktur stellt das Institut Medien und Materialien für die historische Ostmitteleuropaforschung bereit. Es verfügt über eine der weltweit bedeutendsten Forschungsbibliotheken zur Geschichtsregion Ostmitteleuropa sowie über umfangreiche wissenschaftliche Sammlungen.
In der universitären Lehre kooperiert das Institut eng mit dem Osteuropa-Schwerpunkt im Fachbereich Geschichts- und Kulturwissenschaften der Justus-Liebig-Universität Gießen, dem Gießener Zentrum Östliches Europa (GiZO) sowie dem ebenfalls in Gießen beheimateten International Graduate Centre for the Study of Culture (GCSC), außerdem mit dem Fachbereich Geschichte und Kulturwissenschaften der Philipps-Universität Marburg. Seit 2006 ist der Direktorenposten des Herder-Instituts mit einer Professur für Geschichte Ostmitteleuropas an der Justus-Liebig-Universität Gießen verbunden, die gemeinsam von Institut und Universität berufen wird.

## Abteilungen

### Forschungsbibliothek
Die Bibliothek des Instituts sammelt Bücher, Zeitschriften, Zeitungen, CD-ROMs, CDs, DVDs, elektronische Ressourcen, Videos, Schallplatten und Noten. Sie bietet einen der umfangreichsten und qualitativ bedeutendsten Bibliotheksbestände zu Geschichte, Kultur und Landeskunde Ostmitteleuropas. Vor allem bei der Sammlung der schwer beschaffbaren „grauen Literatur“ wird Anspruch auf größtmögliche Vollständigkeit gelegt. Hervorzuheben sind die Bestände:
- Samizdat
- Musikalien
- Sondersammlungen
- Zeitungsarchiv mit Zeitungssammlung (gebundene Zeitungen und Rollfilme) sowie Zeitungsausschnittarchiv (1952 bis 1999, Ostmitteleuropa und ehemalige DDR), ergänzt durch eine Spezialsammlung zur Zwischenkriegszeit.

Darüber hinaus ist die Bibliothek am Aufbau webbasierter Fach- und Informationsangebote, wie der Virtuellen Fachbibliothek Osteuropa (ViFaOst), beteiligt und betreibt in Kooperation mit Partnerinstitutionen aus Deutschland, Polen, Tschechien, der Slowakei, Ungarn und Litauen ein mehrsprachiges Online-Recherchesystem für die gesamte wissenschaftlich relevante Literatur zur Geschichte Ostmitteleuropas („Bibliografieportal“).

### Wissenschaftliche Sammlungen
In der Abteilung sammelt, archiviert und bewahrt das Institut wertvolle und meist einzigartige Bestände des ostmitteleuropäischen Kulturerbes. Die Sammlungen bestehen aus drei Bereichen:
- Bildarchiv mit Bildträgern aller Art, insbesondere zur Topografie sowie zur Kunst- und Kulturgeschichte Ostmitteleuropas (16.–21. Jahrhundert)
- Kartensammlung mit topographischen und thematischen Kartenwerken, Altkarten sowie Senkrechtluftaufnahmen
- Dokumentesammlung mit klassischem Archivgut vom 13. bis 21. Jahrhundert; größtes Archiv zur baltischen Geschichte in Deutschland[4]

Neben der kontinuierlichen inhaltlichen Erschließung und Digitalisierung gehört die Vermittlung der Sammlungsbestände an eine breitere Öffentlichkeit in Form von Vorträgen, Ausstellungen, Printpublikationen und multimedialen Webangeboten zu den zentralen Aufgaben der Abteilung. Prominente Beispiele sind die Reihe Dehio – Handbuch der Kunstdenkmäler in Polen und der sowohl in gedruckter Form sowie als interaktive Onlineanwendung veröffentlichte Historisch-topographische Atlas schlesischer Städte. Der Dokumentesammlung des Herder-Instituts wurde 2009 der Hessische Archivpreis verliehen.

### Digitale Forschungs- und Informationsinfrastrukturen
Die Abteilung „Digitale Forschungs- und Informationsinfrastrukturen“ arbeitet im Institut an einer Schnittstelle von Forschung und Infrastruktur.
Zu den Aufgaben der Abteilung gehören:
- Betreuung und Weiterentwicklung der IT-Infrastruktur des Herder-Instituts
- IT-Unterstützung aller Abteilungs- und Projektvorhaben
- Beratung und Durchführung von Qualifizierungsangeboten
- Aufbau und Betrieb digitaler Forschungsinfrastrukturen
- Integration und Ausbau der Online-Angebote
- Bündelung der Aktivitäten des Instituts in den Digital Humanities

Die Abteilung stellt Beratungs- und Qualifizierungsangebote bereit, koordiniert Arbeitskreise und ist in Forschungsprojekten, wie zum Beispiel zum Forschungsdatenmanagement aktiv.

### Wissenschaftsforum
Ein zentrales Anliegen des Instituts besteht darin, der historischen Ostmitteleuropaforschung ein internationales Diskussionsforum zu bieten und Ergebnisse der Forschung einer breiteren Öffentlichkeit zu vermitteln. In der Abteilung Wissenschaftsforum werden hierfür verschiedene Querschnittsaufgaben koordiniert:
- Drittmittelgeförderte Verbundprojekte
- Nachwuchsförderung, insbesondere

- Sommerschulen und Nachwuchstagungen
- Leibniz-Graduiertenschule (Leibniz Graduate School "History, Knowledge, Media in East Central Europe") mit Schwerpunkt Geschichte, Wissens, Medien in Ostmitteleuropa sowie Transnationale Wissenskulturen

- Stipendienprogramm für Wissenschaftler
- Veranstaltungen wie internationale und interdisziplinäre Fachtagungen und Workshops

Außerdem ist der Abteilung der institutseigene Verlag Herder-Institut zugeordnet. Dieser verlegt wichtige Studien und Quelleneditionen zur Geschichte Ostmitteleuropas in fünf Reihen sowie die Zeitschrift für Ostmitteleuropa-Forschung/Journal of East Central European Studies und publiziert die digitale Quellenedition Dokumente und Materialien zur ostmitteleuropäischen Geschichte für die universitäre Lehre.

## Geschichte

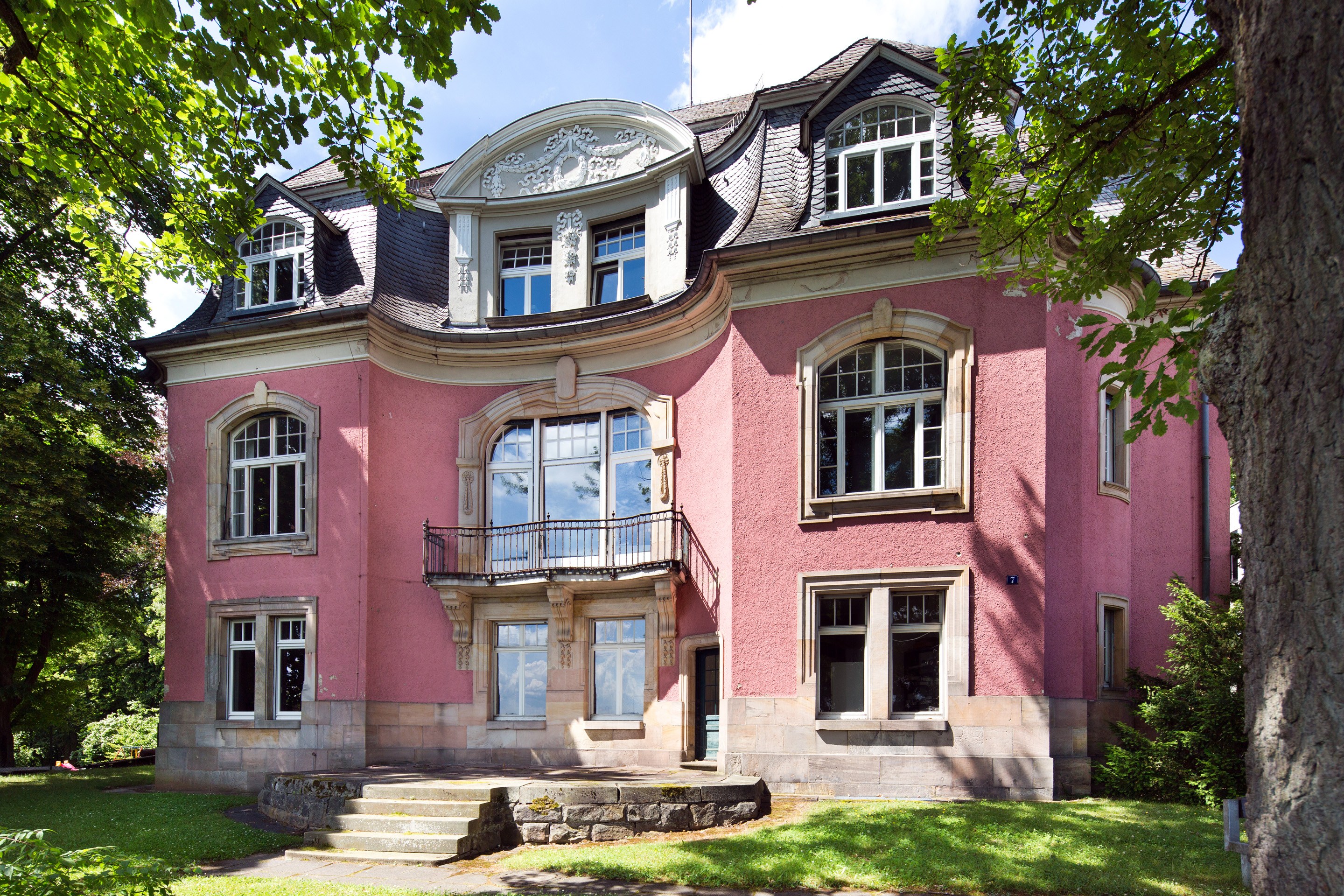
Die sogenannte Hensel-Villa von 1906 beherbergt unter anderem die Direktion des Herder-Instituts.

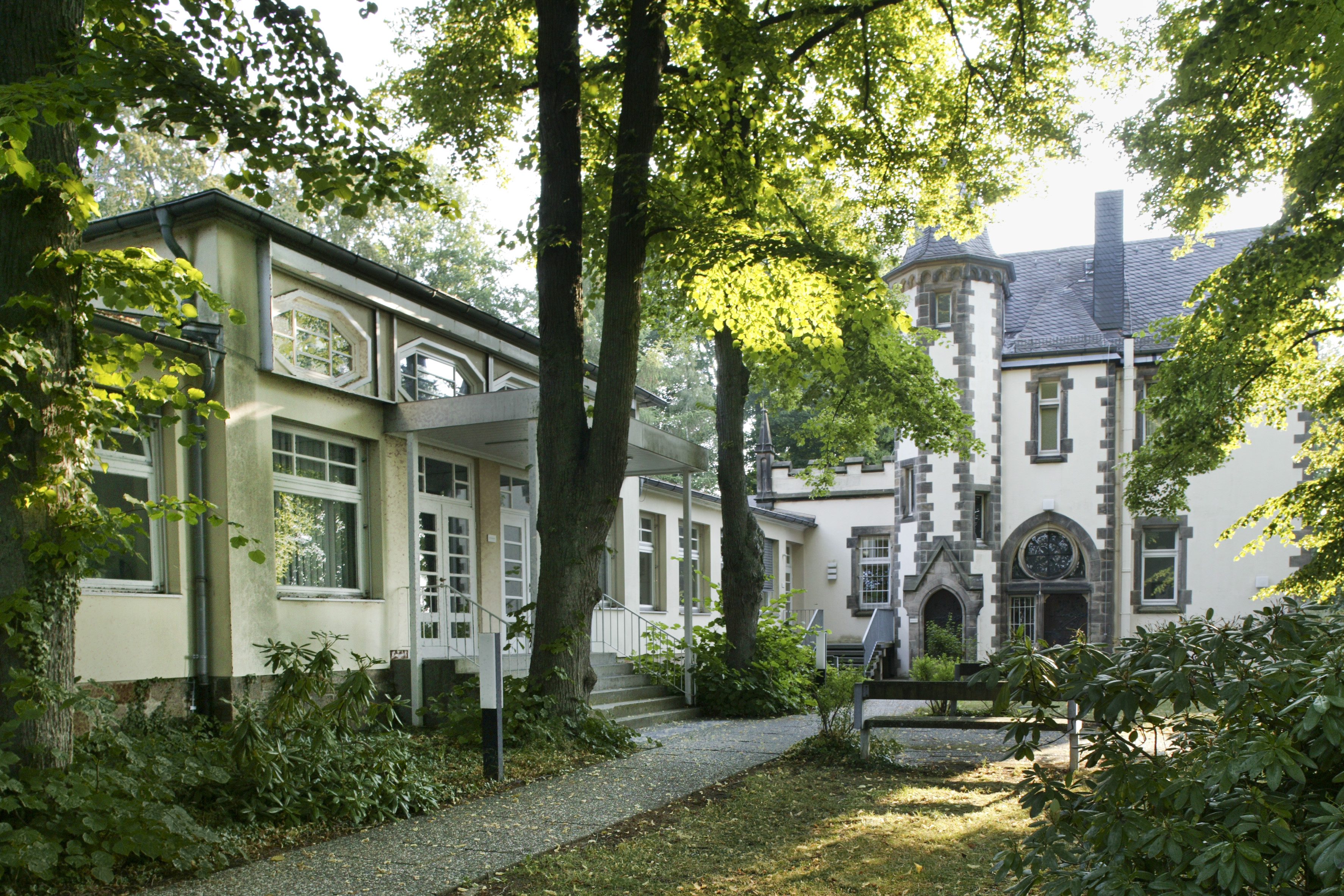
In der Behring-Villa von 1896 (rechts) hat heute der Verlag Herder-Institut seinen Sitz. Der Anbau des ehemaligen Schlosscafés von 1927 (links) wird für Tagungen und von der Institutsverwaltung genutzt.

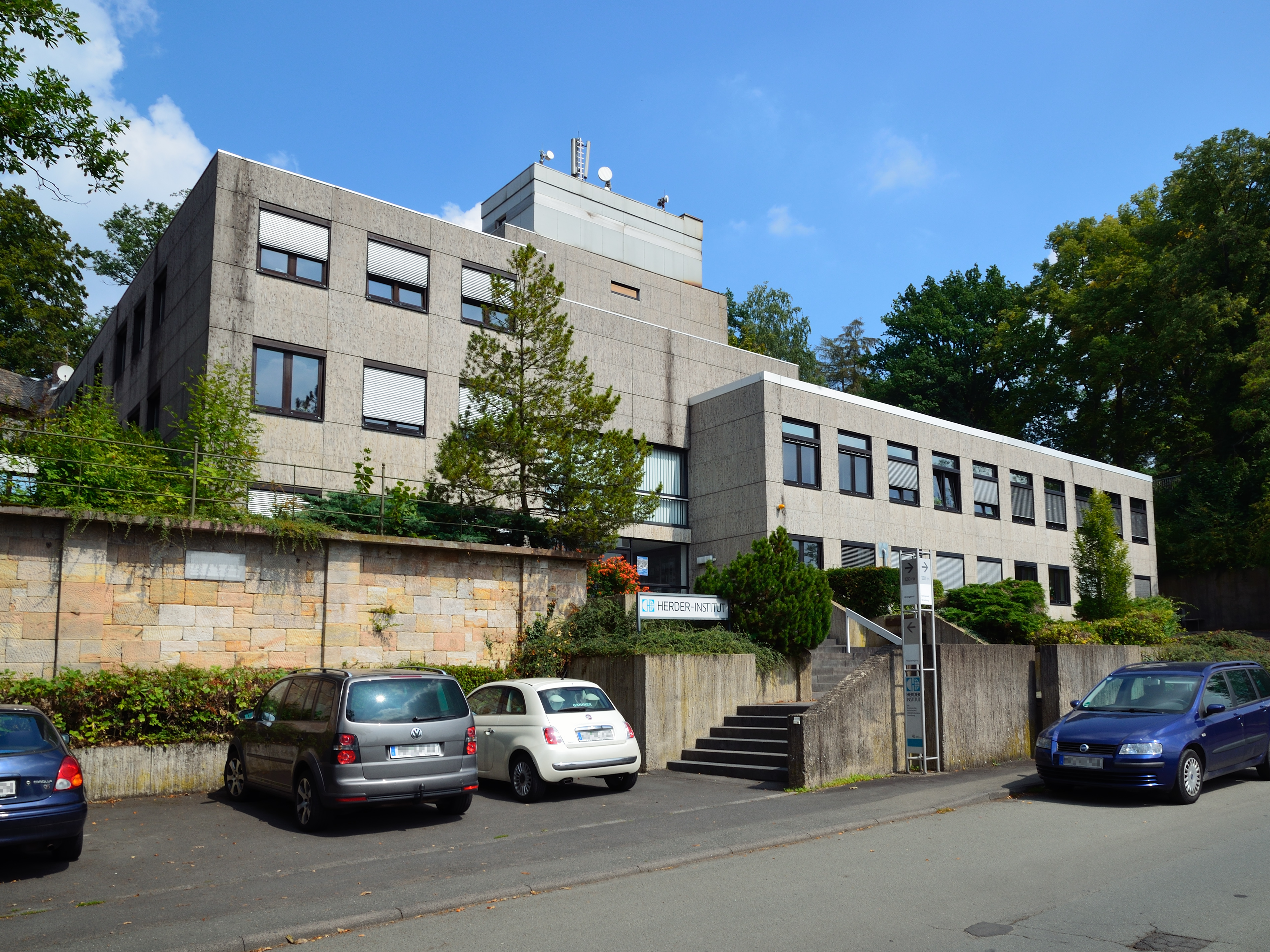
Im 1973 eingeweihten Neubau sind seitdem die Bibliothek und die Sammlungen des Herder-Instituts untergebracht.

### Gründungszeit
Am 29. April 1950 wurde das Institut vom Johann-Gottfried-Herder-Forschungsrat unter dem Namen „Johann-Gottfried-Herder-Institut“ gegründet. In diesem hatte sich eine Gruppe von Geistes- und Sozialwissenschaftlern zusammengeschlossen, deren biografische und akademische Wurzeln in Gebieten östlich der späteren Oder-Neiße-Grenze lagen. Beteiligt waren auch die dem Herder-Forschungsrat assoziierten Historischen Kommissionen für ehemals deutsche Regionen und Siedlungsgebiete im östlichen Europa.
Das Institut sollte den Forschungsrat bei der Erforschung der, wie es hieß, „Länder und Völker im östlichen Mitteleuropa“ unterstützen, und zwar durch die Bereitstellung von wissenschaftlichen Materialien, durch eigene Forschung und durch die Herausgabe von Publikationen sowie Hilfsmitteln für die Wissenschaft. Bereits 1951 richtete das Herder-Institut eine Forschungsbibliothek ein und baute aus Beständen unterschiedlichster Herkunft ein Bildarchiv, eine Karten- und eine Dokumentesammlung auf. Seit 1952 wurde eine für Westeuropa in diesem Umfang und Zuschnitt einzigartige Pressesammlung mit einem eigenen Ausschnittarchiv betrieben.
Als Sitz des Institutes wurde die Universitätsstadt Marburg ausgewählt. In mehreren historischen Gebäuden am Emil-von-Behring-Weg (heute Gisonenweg) auf dem Schlossberg fand das Institut ein Domizil, seit 1952 in der sogenannten Hensel-Villa, dem Wohnhaus des Marburger Mathematikprofessors Kurt Hensel, und wenig später auch in der Behring-Villa, einem frühen Arbeits- und Wohnhaus Emil von Behrings. Zwischen beiden Gebäuden wurde Anfang der 1970er Jahre ein funktionaler Neubau errichtet, der dem Institut heute sein markantes Erscheinungsbild gibt.

### Herder-Institut und „Ostforschung“
Die Biografien der Gründergeneration und die politischen Rahmenbedingungen des Kalten Krieges und des Antikommunismus der 1950er und 1960er Jahre prägten die erste Phase der Institutsarbeit. Diese war personell und inhaltlich noch stark den Traditionen der deutschen Ostforschung der Zwischenkriegszeit und des Nationalsozialismus verpflichtet. Die ersten Präsidenten des Johann-Gottfried-Herder-Forschungsrates Hermann Aubin, Eugen Lemberg und Günther Grundmann sowie die Institutsdirektoren der Anfangsjahre Werner Essen und Erich Keyser stehen für diese Periode. Auch wichtige Quellenbestände des Herder-Instituts, die heute von großer Bedeutung für die Erforschung der Osteuropawissenschaften in der Weimarer Republik und der NS-Zeit sind, gelangten aufgrund dieser personellen Verbindungen und des daraus erwachsenden Sammlungsauftrags ins Herder-Institut. Viele Materialien stammten aus den Zentren der deutschen Ostforschung vor 1945, so zum Beispiel aus der Publikationsstelle Berlin-Dahlem.
Die Sprachregelungen in den Herder-Instituts-Publikationen der Anfangszeit waren stark von den überkommenen volkszentrierten, häufig auch völkischen Kulturvorstellungen geprägt. Der Bezug auf den Namenspatron Johann Gottfried Herder, dessen sprachzentrierter Kulturbegriff von großer Bedeutung für die Genese der Nationalbewegungen in Ostmittel- und Osteuropa war, sollte dieser Ausrichtung Legitimität verleihen. Der volksgeschichtliche Ansatz war seit dem frühen 20. Jahrhundert zunächst als methodisch innovative Herausforderung an die traditionelle Staaten- und Imperiengeschichte entstanden, geriet in Deutschland aber rasch in den Sog völkischer und antisemitischer Strömungen und erwies sich als überaus anschlussfähig an die NS-Ideologie. Die am Herder-Institut in den 1950er Jahren eingeführten Ordnungsprinzipien und Wissensordnungen zeugen von dieser Ausrichtung und von der damals noch gegenwärtigen Hoffnung, die verlorenen Ostgebiete eines Tages wiedererlangen zu können. Im Mittelpunkt des Interesses standen die kulturellen und politischen Leistungen der deutschen Bevölkerungen in den Regionen und Staaten Ostmitteleuropas. Das Quellenmaterial wurde nach den territorialen Ordnungen und Kontexten der Vorkriegszeit erfasst und aufbewahrt.

### Umbrüche und Neuorientierung
Eine kritische Aufarbeitung dieser Zusammenhänge erfolgte sporadisch seit Ende der 1960er Jahre im Zuge der neuen Ostpolitik, systematisch aber erst seit dem Ende der 1990er Jahre, als die Geschichte der deutschen Ostforschung und die Nachkriegskarrieren der Ostforscher in der deutschen Geschichtswissenschaft kontrovers diskutiert wurden. So beschäftigen sich einige der erschienenen Publikationen unter anderem auch mit der Frühgeschichte des Herder-Instituts.
Vor allem wirkte sich der Generationswechsel in der deutschen Osteuropaforschung und der Wechsel des politischen Gesamtklimas seit Ende der 1960er Jahre auf das Institut aus. Im Institut wurden viele Begegnungen auf Augenhöhe mit den osteuropäischen Nachbarn in die Wege geleitet, und die wissenschaftlichen Beziehungen vor allem zu polnischen Fachkreisen wurden massiv ausgebaut. Forscher wie der Marburger Osteuropahistoriker Hans Lemberg brachten wichtige Impulse ein, welche die Institutsarbeit immer stärker in Richtung einer multiperspektivischen ostmitteleuropäischen Verflechtungsgeschichte orientierten. Zum 1. Januar 1977 wurde das Herder-Institut in die gemeinsame Forschungsförderung des Bundes und der Länder gemäß Artikel 91b des Grundgesetzes („Blaue Liste“) aufgenommen und ist seit 1997 auch Mitglied der aus dem Kreis dieser Forschungseinrichtungen hervorgegangenen Leibniz-Gemeinschaft.
Die friedlichen Revolutionen in Ostmitteleuropa von 1989–91 und die EU-Osterweiterung bewirkten schließlich eine grundsätzliche Neuorientierung der Institutsarbeit. Freier Wissensaustausch, Reisefreiheit und offene Archive in den Nachbarländern ermöglichten neue Arten von grenzüberschreitender Kooperation. Vor allem die Herauslösung aus der Trägerschaft des Herder-Forschungsrats zum 1. Januar 1994 und Gründung des eigenständigen Trägervereins Herder-Institut e. V. brachte einen grundlegenden Wandel im Selbstverständnis und für die Entwicklung der weiteren Aktivitäten des Instituts mit sich. Sie bewirkte eine Konzentration des Aufgabenprofils auf historische Fragestellungen und eine offensive Nutzung der aufkommenden neuen Medien. Heute gilt das Herder-Institut als ein Knotenpunkt der wissenschaftlichen Vernetzung Deutschlands mit Ostmitteleuropa. Für seine „langjährigen Verdienste für die Entwicklung der deutsch-polnischen Zusammenarbeit und Freundschaft“ verlieh die Stadt Danzig dem Institut im Juli 2014 die Ehrenbotschafterwürde.

### Direktoren
- 1950–1951 Werner Essen (1901–1989)
- 1951–1959 Erich Keyser (1893–1968)
- 1959–1965 Hellmuth Weiss (1900–1992)
- 1966–1972 Richard Breyer (1917–1999)
- 1972–1990 Roderich Schmidt (1925–2011)
- 1990–1995 Hugo Weczerka (1930–2021)
- 1995–0000 Hans-Jürgen Karp (1935–2023),
- 1995–2005 Eduard Mühle (* 1957)
- 2005–2007 Winfried Irgang (* 1942)
- seit 2007 Peter Haslinger (* 1964)